# Лангенбург
Лангенбург (на немски: Langenburg) е град в Баден-Вюртемберг, Германия, с 1735 жители (към 31 декември 2014).
Споменат е за пръв път в документ през 1226 г. От 1568 до 1806 г. Лангенбург е резиденция-град на графството и по-късно княжеството Хоенлое-Лангенбург.